# Lovios

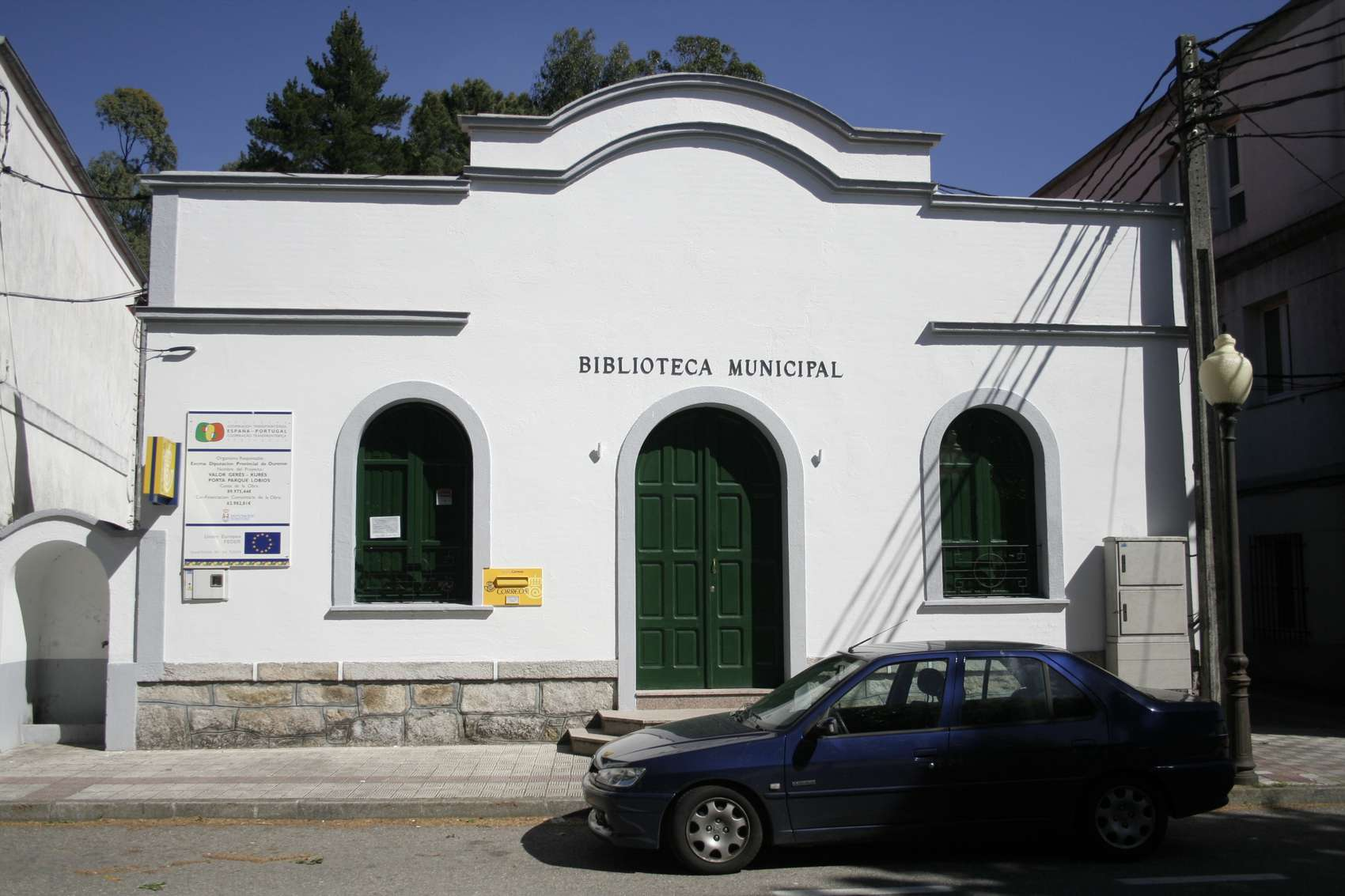
Biblioteca municipal y Correos

Lovios (Lobios oficialmente y en gallego)  es un municipio de la comarca de La Baja Limia en la provincia de Orense, comunidad autónoma de Galicia, España. 

## Localización
Comunicado con Orense y Portugal mediante la carretera nacional OU-540 y la carretera OU-312 que comunica Lobios con Portugal pasando por la frontera de "Portela do Home" y la OU-540 pasando por la frontera de "A Madalena".

## Geografía
Enclavado en el parque natural de Baja Limia y Sierra del Jurés.

## Geografía humana

### Demografía
Cuenta con una población de 1820 habitantes (INE 2024).
| Gráfica de evolución demográfica de Lobios entre 1842 y 2021 |
| |
| Población de derecho según los censos de población del INE Población de hecho según los censos de población del INEEn estos censos se denominaba Lovios: 1860, 1877, 1887, 1897, 1900, 1910, 1920, 1930, 1940, 1950, 1960, 1970 y 1981 |

### Organización territorial
El municipio está formado por setenta y cinco entidades de población distribuidas en diez parroquias:
- Araujo (San Martín)[7][9]
- Cela[7] (Santa María)[10]
- Grou (San Mamed)[7][11]
- Illa[7] (San Lorenzo)[12]
- Lovios[7] (San Miguel)[2]
- Manín (San Salvador)
- Riocaldo[7] (Santa María) [13][8]
- San Martín de Grou[7][11]
- San Pelagio de Araujo[7][9]
- Torno (San Salvador)

## Lugares de interés
En la parroquia de Río Caldo y Lobios
- Ermida da Nosa Señora do Xurés Ermita de la Virgen de Jurés
- Coto da Santa Eufemia
- Minas das sombras

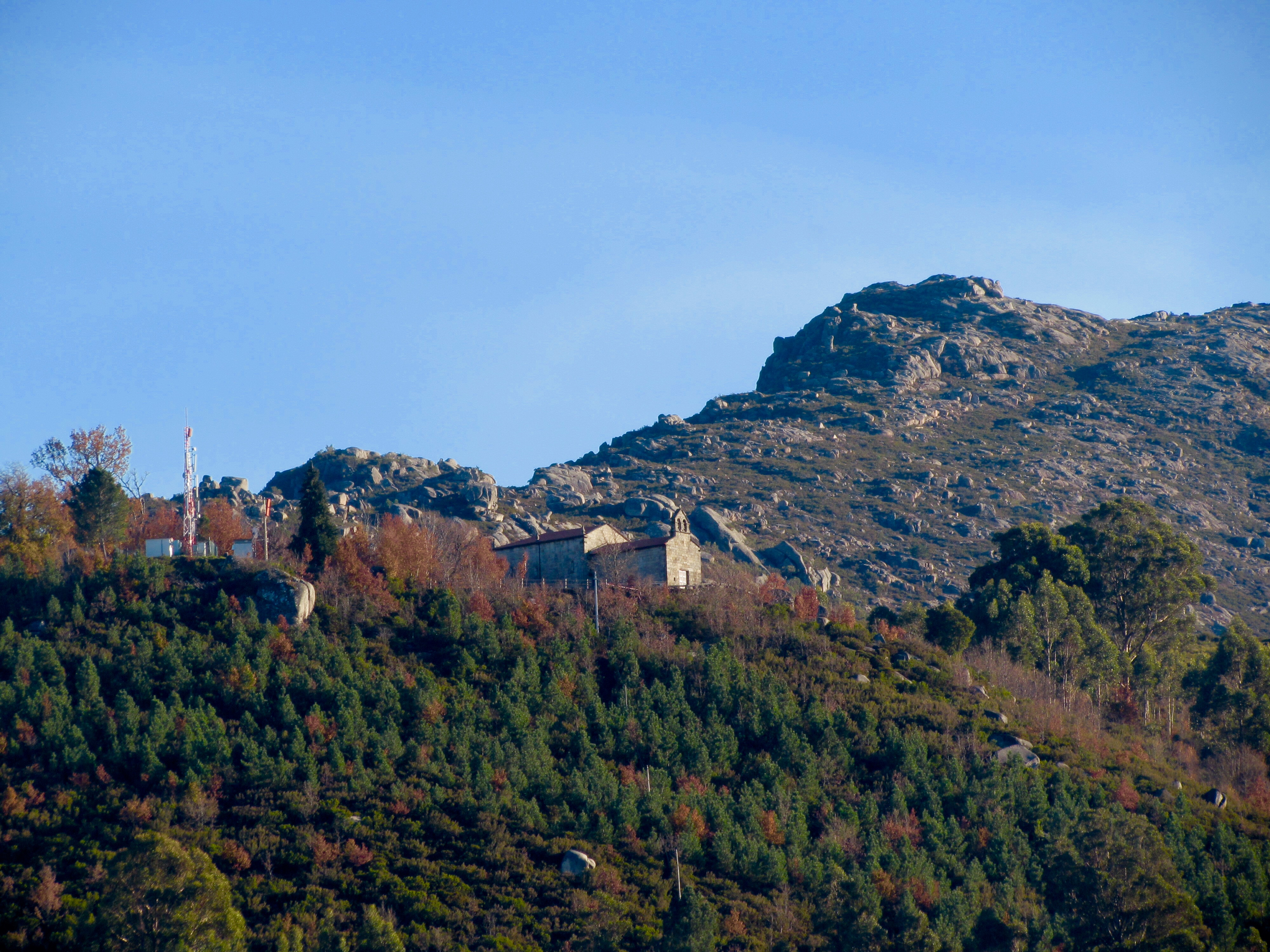
Ermita de la Virgen de Jurés

- Vía Nova, lo que conlleva a visitar la villa romana Aquis Origuinis Vista de la mansión romana Aquis Originis.

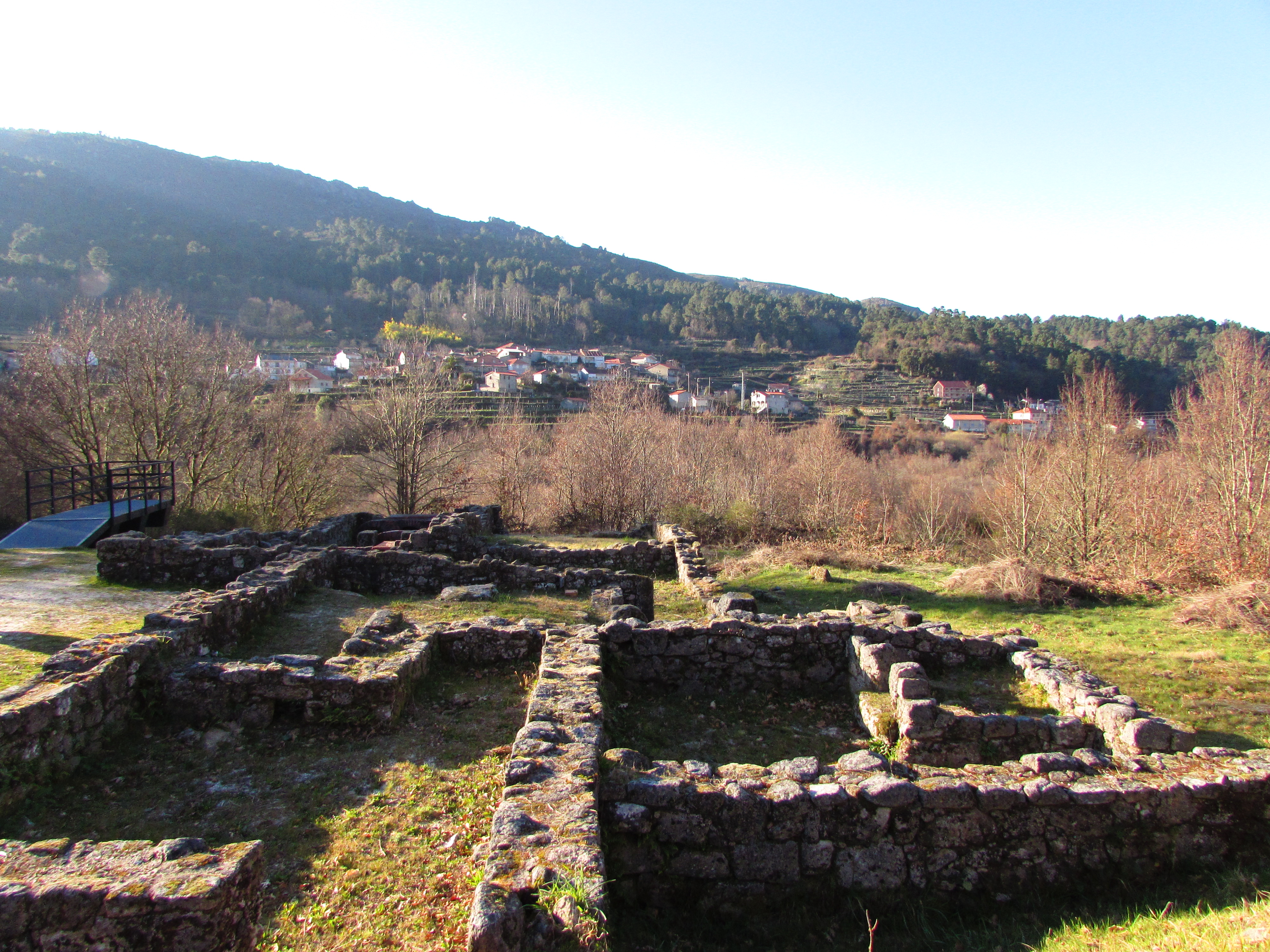
Vista de la mansión romana Aquis Originis.

- "Fonte do Ruco" con sus miliarios.
- Aguas termales en " Os Baños" y el balneario.
- Las pozas del río Vilameá como la de  " Os Muíños do Cubo" o la de "A folgueira".
- A Pontenova.
- Túmulos en a "Anta do Couto".
- Restos del antiguo "puente da Malleta" y de una antigua fábrica (Ambos localizados bajo el embalde de Lindoso, que solo son posibles de ver en los meses del verano, que es cuando el nivel del pantano lo permite).
- Iglesia de San Miguel en Lobios.
- Ermida de San Roque también en Lobios.

En la zona de San paio, Araúxo e A Cela
- Mirador de A Cela
- Castelo dos Araúxo na Vila
- Pobo da Cela (con sus casas enclavadas en las rocas)

En la zona de Compostela, Quintela...
- A escusalla (antiguo monasterio del siglo XIX)
- Playa en Lantemil (Entrimo)
- Restos de los pueblos situados bajo el pantano de Lindoso (Aceredo,[14] Buscalque, A Reloeira, O vao) entre otros.[15]
- Ruta del río Mao

## Ocio
En el ayuntamiento de Lobios se ofrecen actividades al aire libre, paseos en caballo, rutas de senderismo, paintball, piragüismo, parque-aventura, además de miradores y parques:
- Mirador del Jurés (Riocaldo).
- Espendelo: Cámping, parque infantil, merendero, parque de gimnasia, etc. (Riocaldo)
- Os baños: playa fluvial, piscina de agua caliente, balneario, parque infantil, río. (Riocaldo)
- Mirador de A Cela.
- Xuresactivo.(San Martiño)
- Embarcadero de Aceredo.
- Piscinas municipales en Lobios.